# Schammelsdorf

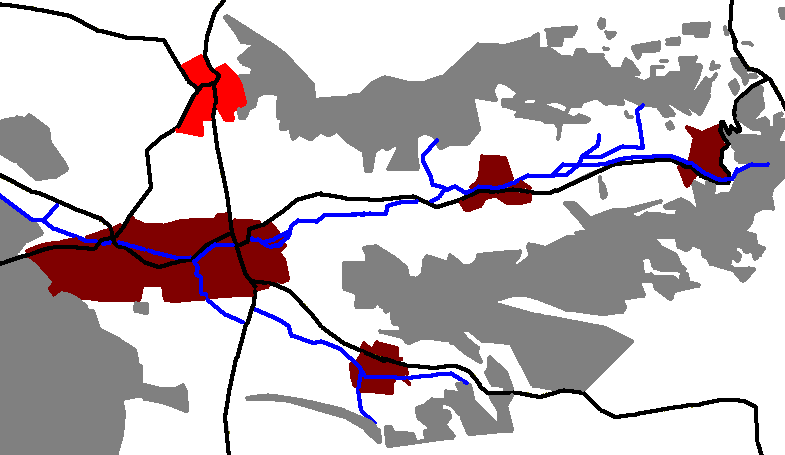
Lage in der Gemeinde Litzendorf im Landkreis Bamberg

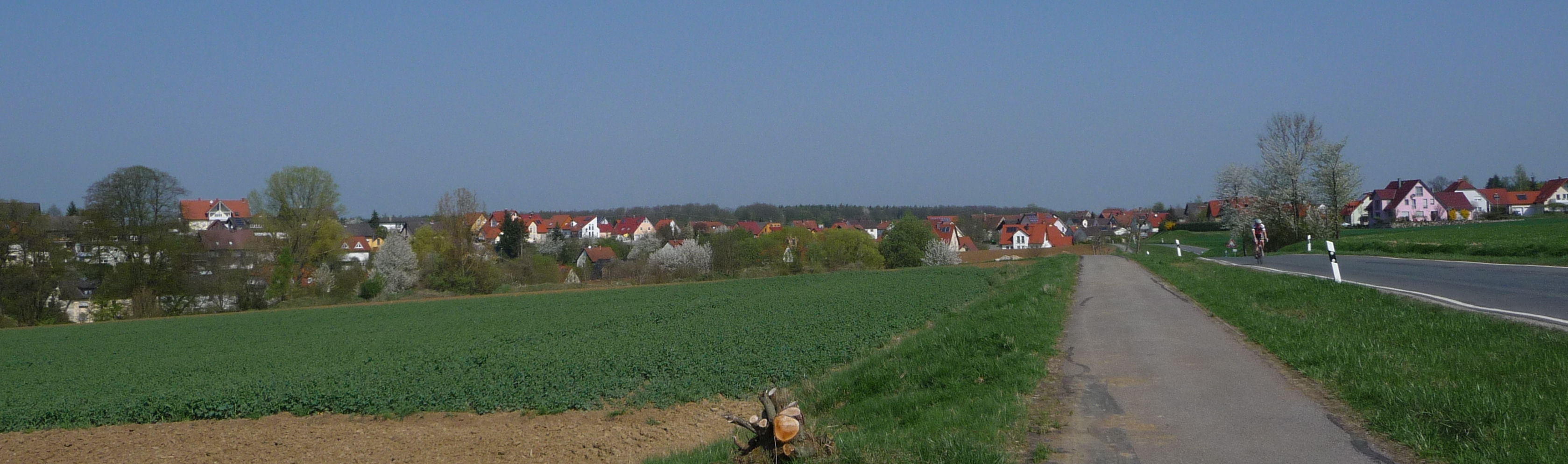
Ansicht von Süden

Schammelsdorf ist ein Gemeindeteil der Gemeinde Litzendorf im oberfränkischen Landkreis Bamberg in Bayern mit 794 Einwohnern (Stand 31. Dezember 2018). Durch das Dorf verläuft der Fränkische Marienweg.

## Geschichte
Der Name Schammelsdorf bedeutet Dorf des Schammel. Dieser Name wurde bereits im Jahr 1308 in einer Urkunde erwähnt.
Die Endung -dorf lässt eine Gründung in der Karolingerzeit, das heißt in dem Zeitraum zwischen 800 und 900 n. Chr., vermuten. Das Dorf wurde erst 1393 urkundlich genannt, als der Bamberger Bischof Lampert die Bestimmung über ein Gut in Schammelsdorf bestätigte.
Am 1. Mai 1978 wurde die Gemeinde Schammelsdorf, zu der keine weiteren Gemeindeteile gehörten, im Zuge der Gebietsreform in Bayern aufgelöst und nach Litzendorf eingemeindet.
Die neue Kirche Maria von der Immerwährenden Hilfe wurde 2004 errichtet und am 17. Juni 2005 geweiht.